# Лінкольн (округ Форест, Вісконсин)
Лінкольн (англ. Lincoln) — місто (англ. town) в США, в окрузі Форест штату Вісконсин. Населення — 1133 особи (2020).

## Демографія
Згідно з переписом 2010 року, у місті мешкало 955 осіб у 399 домогосподарствах у складі 277 родин. Було 1107 помешкань
Расовий склад населення:
| - 62,7 % — білих - 35,5 % — корінних американців |

До двох чи більше рас належало 1,5 %. Частка іспаномовних становила 2,3 % від усіх жителів.
За віковим діапазоном населення розподілялося таким чином: 25,7 % — особи молодші 18 років, 52,9 % — особи у віці 18—64 років, 21,4 % — особи у віці 65 років та старші. Медіана віку мешканця становила 45,0 року. На 100 осіб жіночої статі у місті припадало 105,8 чоловіків;  на 100 жінок у віці від 18 років та старших — 98,9 чоловіків також старших 18 років.
Середній дохід на одне домашнє господарство  становив 60 274 долари США (медіана — 56 917), а середній дохід на одну сім'ю — 62 450 доларів (медіана — 58 523). Медіана доходів становила 39 750 доларів для чоловіків та 35 476 доларів для жінок. За межею бідності перебувало 13,9 % осіб, у тому числі 25,3 % дітей у віці до 18 років та 2,7 % осіб у віці 65 років та старших.
Цивільне працевлаштоване населення становило 314 осіб. Основні галузі зайнятості: публічна адміністрація — 20,4 %, освіта, охорона здоров'я та соціальна допомога — 18,8 %, виробництво — 11,5 %, мистецтво, розваги та відпочинок — 9,9 %.